# یوسف‌خان (قوچان)
یوسفخان روستایی سرسبز است که مردم آن اکثرا با زبان کردی صحبت می کنند
یوسف خان، روستایی است از توابع بخش مرکزی شهرستان قوچان در استان خراسان رضوی ایران.

## جمعیت
این روستا در دهستان شیرین دره قرار داشته و براساس سرشماری سال ۱۳۸۵جمعیت آن ۴۱۵ نفر (۱۲۱ خانوار) بوده است.